# Langstaartroodmus
De langstaartroodmus (Carpodacus sibiricus, synoniem: Uragus sibiricus) is een zangvogel uit de familie Fringillidae (Vinkachtigen).

## Verspreiding en leefgebied
Deze soort komt voor in Azië en telt drie ondersoorten:
- C. s. sibiricus: van zuidwestelijk Siberië en noordoostelijk Kazachstan tot Mongolië en noordelijk centraal China.
- C. s. ussuriensis: oostelijk Siberië en noordoostelijk China.
- C. s. sanguinolentus: het eiland Sachalin en de Koerilen en noordelijk Japan.